# Vensholm
Vensholm är en ö i Danmark. Den ligger i Region Själland, i den sydöstra delen av landet, 130 km sydväst om Köpenhamn och 12 km NNV om Nakskov på Lolland. Vensholm är nästan fri av växtlighet.